# Toxorhina (Ceratocheilus) growea
Toxorhina (Ceratocheilus) growea is een tweevleugelige uit de familie steltmuggen (Limoniidae). De soort komt voor in het Australaziatisch gebied.